# Glanford Park
Glanford Park is een voetbalstadion in Scunthorpe, Engeland. In het stadion speelt de voetbalclub Scunthorpe United zijn thuiswedstrijden. Het stadion werd gebouwd in 1988 en biedt plaats aan 9.088 toeschouwers.
Het stadion bestaat uit de volgende tribunes:
- de Scunthorpe Telegraph Stand, de hoofdtribune aan de westzijde.
- de Arcelor Mittal Stand aan het noordelijke uiteinde van het veld, door thuissupporters vaak Doncaster Road End genoemd, de enige statribune.
- de Grove Wharf Stand aan de oostzijde van het veld, met zitplaatsen voor thuissupporters.
- de AMS Stand in het zuiden, de tribune voor uitsupporters.